# Heamani Lavaka
Pas d'image ? Cliquez ici

a Compétitions nationales et continentales officielles uniquement.

b Matchs officiels uniquement.
 Heamani Lavaka, né le 10 janvier 1969 aux Tonga et mort le 22 avril 2024 à Sydney (Australie), est un joueur international tongien de rugby à XV évoluant au poste de pilier (1,83 m pour 115 kg).

## Biographie

### En équipe nationale
Il a eu sa première cape internationale le 13 juillet 1996, à l’occasion d’un match contre l'Équipe des Samoa, et sa dernière le 29 octobre 2003 contre l'Équipe du Canada.
Heamani Lavaka a disputé la Coupe du monde 2003 (4 matchs, 4 comme titulaire).

## Mort
Heamani Lavaka meurt à l'âge de cinquante-cinq ans le 22 avril 2024 à Sydney en Australie.

## Palmarès
- 15 sélections avec les Tonga
- 10 points (2 essais)
- Sélections par années : 2 en 1996, 5 en 1997, 8 en 2003
- Participation à la Coupe du monde en 2003.